# María José Alfonso
María Josefa Alfonso Mingo, née le 27 mars 1940 est une actrice espagnole. Elle est apparue dans plus de quatre-vingt dix films depuis 1962.
Elle a également travaillé à la radio, au théâtre et dans le doublage de films.

## Biographie
Après avoir étudié l'art dramatique, elle fait ses débuts au théâtre avec la pièce La Mégère apprivoisée, aux côtés de Fernando Fernán Gómez et Analía Gadé. Peu de temps après, elle commence à jouer au cinéma dans Vuelve San Valentín de Fernando Palacios en 1962. Suivent les titres Une Famille explosive (La gran familia, 1962) et La Jeune Fille en deuil (La niña de luto, 1964) de Manuel Summers, ce qui lance sa carrière au cinéma espagnol.
Elle fait ses débuts à la télévision en 1961 dans le programme musical Escala en hi-fi de Fernando García de la Vega, où elle interprète des chansons en utilisant la technique du playback.
Dans les années qui suivent, elle étend son répertoire d’actrice aussi bien au cinéma qu’au théâtre et à la télévision.
En tant qu’actrice de cinéma, elle joue dans des films prestigieux comme Le Vent brûlant de l'été (Con el viento solano, 1965) de Mario Camus, Manolo la nuit (1973) de Mariano Ozores ou La Familia, bien gracias (1979) de Pedro Masó. 
Avec une carrière de plus de 50 ans, elle a travaillé aux côtés d’artistes comme Valle-Inclán, Enrique Jardiel Poncela, Jaime Salom et Antonio Gala.

### Vie privée
En 1965, elle a épousé le producteur espagnol Francisco Molero qu'elle a rencontré sur le tournage de La Jeune Fille en deuil,.

## Filmographie partielle

### Cinéma
- 1962 : Vuelve San Valentín de Fernando Palacios : Fille de Vicenta et Lucio
- 1962 : Une Famille explosive (La gran familia) de Fernando Palacios : Mercedes Alonso
- 1963 : La Becerrada de José María Forqué : Sor Matilde
- 1963 : Ensayo general para la muerte de Julio Coll : Chica besucona
- 1963 : Llegar a más de Jesús Fernández Santos : Amparo
- 1964 : Los dinamiteros de Juan García Atienza : Mari Nieves
- 1964 : La Jeune Fille en deuil (La niña de luto) de Manuel Summers : Rocío Vázquez Romero
- 1964 : Genoveffa di Brabante de José Luis Monter : Genoneva di Brabante
- 1964 : Dulcinea del Toboso de Carlo Rim
- 1965 : Le Serment de Zorro (El Zorro cabalga otra vez) de Ricardo Blasco : Manuela
- 1966 : Las últimas horas... de Santos Alcocer : Almudena
- 1966 : Le Vent brûlant de l'été (Con el viento solano) de Mario Camus : Lupe
- 1970 : Des vacances en or de Francis Rigaud : Sophie
- 1973 : Manolo, la nuit de Mariano Ozores : Susana
- 1975 : La joven casada de Mario Camus : Sara
- 1979 : La Familia, bien, gracias de Pedro Masó : Mercedes Alonso
- 1998 : Ma première nuit (La primera noche de mi vida) de Miguel Albaladejo : la conductrice de taxi
- 2001 : Une Chance pour Miguel (El cielo abierto) de Miguel Albaladejo : Elvira
- 2008 : Pretextos de Silvia Munt : Mère Viena
- 2018 : Oh! Mammy Blue d'Antonio Hens : Consuelo
- 2020 :  La suite nupcial de Carlos Iglesias
- 2020 : Amalia en el otoño de Anna Utrecht et Octavio Lasheras
- 2023 : Mi otro Jon de Paco Arango

### Télévision
- 1961-1963 : Escala en hi-fi : divers rôles
- 1962-1964 : Gran teatro
- 1963 : Estudio 3
- 1963-1965 : Primera fila
- 1964 : Escuela de maridos (2 épisodes)
- 1964 : Teatro de familia
- 1965 : Tras la puerta cerrada (1 épisode)
- 1965 : Don Quijote von der Mancha : Don Quijotes Nichte Antonia
- 1985-1986 : Platos rotos : Carmen
- 1992-1993 : Marielena : Carmela
- 1996-1997 : Hostal Royal Manzanares : Menchu
- 2011 : Ange ou démon (Ángel o demonio) : Olga

## Récompenses et distinctions

### Récompenses
- Prix de la « Meilleure Actrice » aux Medallas del Círculo de Escritores Cinematográficos (es) de 1964 pour son rôle dans La Jeune Fille en deuil (La niña de luto)[5].

### Nominations
- Prix de la « Meilleure Actrice de télévision » aux Fotogramas de Plata de 1985 pour son rôle dans la série Platos rotos.

## Crédit d'auteurs
- (es) Cet article est partiellement ou en totalité issu de l’article de Wikipédia en espagnol intitulé « María José Alfonso » (voir la liste des auteurs).